# 110 Samodzielna Kałmucka Dywizja Kawalerii
110 Samodzielna Kałmucka Dywizja Kawalerii (ros. 110-я отдельная Калмыцкая кавалерийская дивизия) – jednostka wojskowa kawalerii Armii Czerwonej podczas II wojny światowej

## Historia
Pod koniec listopada 1941 r. naczelne dowództwo Armii Czerwonej podjęło decyzję o sformowaniu dwóch kałmuckich dywizji kawalerii. Biuro Obkomu Partii i Rada Komisarzy Ludowych Kałmuckiej Autonomicznej Socjalistycznej Republiki Radzieckiej zdecydowały, że będą one nosiły następujące nazwy: 110 Samodzielna Kałmucka Dywizja Kawalerii im. Siemiona M. Budionnego i 111 Samodzielna Kałmucka Dywizja Kawalerii im. Oki I. Gorodowikowa. W marcu 1942 r. Państwowy Komitet Obrony postanowił wstrzymać tworzenie 111 DKaw., zaś dwa sformowane już pułki kawalerii przeznaczyć na uzupełnienie stanów innych jednostek kawalerii Armii Czerwonej. Natomiast sztab dywizji i szkoła pułkowa zostały włączone w skład 110 DKaw. W maju tego roku liczyła ona już trzy pułki kawalerii (273, 292 i 311), samodzielny dywizjon artylerii konnej i pododdziały dywizyjne. Liczebność dywizji osiągnęła ok. 3,5 tys. żołnierzy. W większości byli to Kałmucy, ale też Rosjanie, Ukraińcy i przedstawiciele innych narodów ZSRR. Dowodził nią płk W. P. Panin. Funkcję jego zastępcy pełnił płk W. A. Chomutnikow, zaś szefa sztabu ppłk M. T. Bimbajew. Komisarzem politycznym był S. J. Zajarnyj. W czerwcu dywizja trafiła na front na lewy brzeg Donu na odcinek od stanicy Bagajewskaja do stanicy Semikarakorskaja (58 km). Weszła w skład 51 Armii Frontu Północno-Kaukaskiego. Prowadziła wówczas jedynie walki obronne. W poł. lipca dywizja przeszła pod zwierzchność 37 Armii Frontu Południowego. Przyjęła na siebie silne ataki przeważających niemieckich oddziałów 1 Armii Pancernej III Korpusu Pancernego. Szczególnie ciężkie walki miały miejsce w rejonie stanic Bagajewskaja, Melichowskaja i Razdorskaja oraz chutoru Puchliakowo. Ostatecznie Niemcom udało się na północny wschód od stanicy Semi-Karakorskiej sforsować Don, wychodząc na tyły obrony sowieckiej. Po przejściu rzeki na zachód od Bolszoj Orłowki 110 DKaw. znalazła się w okrążeniu. Prowadząc ciężkie walki, zginęli m.in. komisarz dywizyjny S. F. Zajarnyj, nowy szef sztabu dywizji mjr A. A. Raab i dowódca dywizjonu artylerii kpt. G. K. Dyba. Ponosząc bardzo duże straty, dywizja wyrwała się z okrążenia, po czym zajęła pozycje obronne nad rzeką Manycz w rejonie wsi Wiesiołyj, Słobodskij, Krasnyj i Tuzłukow. Straty dywizji w walkach nad Donem od 18 do 27 lipca wyniosły ok. 600 zabitych, ok. 700 rannych i 200-300 wziętych do niewoli. Ponadto duża część żołnierzy zdezerterowała. Część powróciła do domów, zaś inni sformowali oddziały partyzanckie, zwalczające na stepach kałmuckich Sowietów. Do 29 lipca dywizja ponownie prowadziła walki obronne z przeważającymi siłami przeciwnika. Następnie rozkazem dowódcy 37 Armii wycofała się w kierunku Salsk-Baszanta-Stawropol. Do dalszych walk doszło w okolicy Salska, wsi Sandata, Moskowskoje, Donskoje i Sablino oraz na północny wschód od Stawropolu. Tam dywizja podzieliła się na 2 części. Główne siły dywizyjne (ok. 2 tys. żołnierzy) skieowały się na Mozdok, zaś pozostałe oddziały w grupach odchodziły w stronę Majkopu, Atrachania i Ułan-Chołu, gdzie zostały następnie dołączone do 28 Armii i XVIII Kubańskiego Korpusu Kawalerii. Tymczasem główna część dywizji po ześrodkowaniu w stanicy Wozniesienowskaja koło Mozdoku przeszła pod zwierxchność Północnej Grupy Wojsk Frontu Zakaukaskiego. Na prośbę Obkomu Partii i Rady Komisarzy Ludowych Kałmuckiej Socjalistycznej Republiki Radzieckiej 7 sierpnia wydzielono oddział zbiorczy pod dowództwem płk. Zubkowa, który został skierowany do Elisty w celu obrony miasta. Jednakże już 12 sierpnia Niemcy przerwali się do Elisty, a obrońcy zostali zmuszeni do odwrotu w kierunku północno-wschodnim.Od 18 sierpnia Armia Czerwona rozpoczęła nowy etap walk obronnych o Kaukaz. Wzięła w nich udział 110 DKaw. 5 września wraz z 30 DKaw. 110 DKaw. otrzymała rozkaz ochrony niedawno zbudowanej strategicznej linii kolejowej Kizlar-Astrachań. Przeszła wówczas pod zwierzchność 44 Armii. Jeden z pułków dywizji odrzucił kontratakiem batalion niemieckiej piechoty zmotoryzowanej, próbujący zdobyć stację kolejową Ułan-Choł. To samo dotyczyło ataku niemieckiego w rejonie stacji Zenzeli. Na tym odcinku dywizja powstrzymała natarcie wojsk niemieckich na terytorium Kałmucji. Następnie 110 DKaw. przeniesiono na północny wschód od Mozdoku, gdzie starła się z Niemcami pod wsią Aga-Batyr. W przeciągu 15 dni żołnierze dywizji wyrzucili oddziały przeciwnika z Aczikułaku, wsi Aga-Batyr, Tarskij, Michajłowskij i Połtawskij oraz sowchozu Mozdowskij Nr 7. 28 września konnicę 110 DKaw. włączono w skład 30 DKaw., ale już 2 dni potem dowództwo Północnej Grupy Wojsk Frontu Zakaukaskiego, postanawiając jednak uchronić 110 DKaw. od likwidacji, wydało rozkaz o jej uzupełnieniu zmobilizowanymi mieszkańcami Kraju Ordżonokidzkiego i nieokupowanej części Kałmucji. Nowym dowódcą dywizji został płk Wasilij Chomutnikow. 12 grudnia oddziały dywizji powróciły do walk. 3 stycznia 1943 r. Północna Grupa Wojsk Frontu Zakaukaskiego przeszła do kontrofensywy, przerywając obronę Niemców. 110 DKaw., podporządkowana IV Kubańskiemu Kozackiego Korpusowi Kawalerii, działała na prawej flance wojsk sowieckich, atakując w kierunku Budionnowska. W dniach 10-14 stycznia tego roku dywizja rozbiła oddziały przeciwnika, zdobywając Orłowkę i Praskoweję, a następnie Budionnowsk. W ciągu miesiąca Sowieci wyzwolili cały Kraj Ordżonokidzki, Kałmucję i południową część obwodu rostowskiego. Na pocz. lutego dywizja osiągnęła rubież odcinek linii kolejowej Celina-Rostów nad Donem, gdzie została rozformowana. Oddziały dywizyjne włączono do IV Gwardyjskiego Kubańskiego Korpusu Kawalerii.

## Skład organizacyjny
- 273 Pułk Kawalerii
- 292 Pułk Kawalerii
- 311 Pułk Kawalerii
- 110 Samodzielny Dywizjon Artylerii Konnej – d-ca kpt. G. K. Dyba
- 99 Samodzielny Park Artyleryjski
- 81 SAmodzielny Półszwadron Łączności
- 110 Samodzielny Szwadron Obrony Chemicznej
- Samodzielna Bateria Przeciwlotnicza
- 94 Szwadron Medyczno-Sanitarny
- 82 Transport Zaopatrzeniowy
- 374 Dywizyjny Lazaret Weterynaryjny